# 1906 no futebol
A seguir, são apresentados os eventos de futebol do ano 1906 em todo o mundo.

## Clubes fundados no ano
- 1 de julho - Sporting ( Portugal).[1]

## Campeões nacionais
- Alemanha - Lokomotive Leipzig
- Bélgica - Union
- Escócia - Celtic
- Hungria - Ferencvárosi
- Inglaterra - Liverpool
- Irlanda - Cliftonville e Distillery
- Itália - Milan
- Paraguai - Guaraní
- Suíça  - FC Winterthur
- Uruguai - Montevideo Wanderers

## Campeões regionais (Brasil)
- Bahia - São Salvador
- Rio de Janeiro - Fluminense
- São Paulo - Germânia